# Sparren (St. Niklaus)
Sparren (walliserdeutsch Sparru) ist ein Maiensäss der Gemeinde St. Niklaus (walliserdeutsch Zaniglas) im Walliser Bezirk Visp.

## Geographie

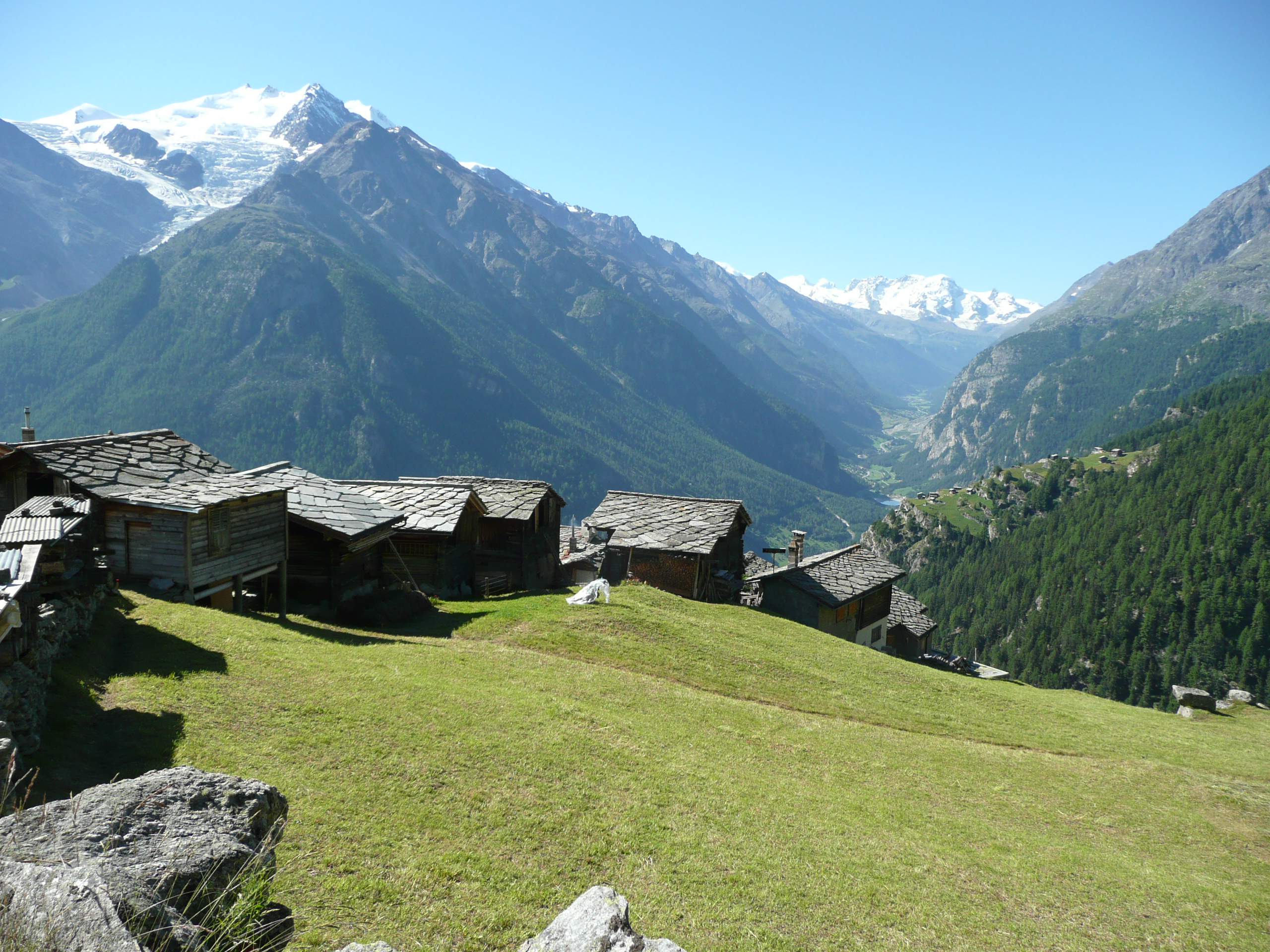
Blick von Jungen auf Sparren, hinteres Mattertal, Klein Matterhorn, Breithorn und Nadelgrat

Sparren liegt auf 1905 m an der linken Talflanke oberhalb von St. Niklaus Dorf (1120 m ü. M., walliserdeutsch Zaniglas) und ist auf dem Landweg über einen schmalen Pfad zu Fuss zu erreichen, der vor dem Überqueren des Jungbaches auf einer Höhe von 1390 m ü. M. vom Jungerweg abzweigt.
Die Siedlung umfasst siebzehn grösstenteils historische Gebäude, die im Hang zwischen 1800 m ü. M. und 1920 m ü. M. auf Unter (walliserdeutsch Unner) und Ober Sparren verteilt sind. Die historischen Gebäude sind Blockhäuser aus Lärchenholz mit Dächern aus massiven Steinplatten.

## Personenseilbahn
Von St. Niklaus Dorf führt eine Personenseilbahn zur Siedlung auf 1870 m ü. M., deren Talstation (1147 m ü. M.) südlich des Sportplatzes Jean-Paul Brigger unweit oberhalb des Bahnhofs St. Niklaus (1126,7 m ü. M.) der Strecke der Brig-Visp-Zermatt-Bahn der Matterhorn-Gotthard-Bahn liegt. Die Seilbahn ist eine genossenschaftlich organisierte Privatbahn und wurde 2001 gebaut. Die Kabine der einspurigen Pendelbahn mit Tragseil und einer geschlossenen Zugseilschleife kann 4 Personen oder 320 kg Material fassen.

## Wanderwege
- Von Sparren (1905 m ü. M.) nach Jungen (1960 m ü. M.) über den Barackenweg zum Höhenweg Moosalp–Jungen,
- von Sparren ins Jungtal (2387 m ü. M.) zum Weisshornweg (vgl. nachfolgend «Wasserleita» (Suone) und Wanderung),
- von Sparen zur Sällflue (2137 m ü. M.) und zum Sälli (1915 m ü. M.) sowie
- von Sparren nach Teli (1611 m ü. M.).

## «Wasserleita» (Suone) und Wanderung
| «Wasserleita»              | Beschreibung | Anschlusshöhe                       | Endhöhe | Länge  | Schwierigkeit der Wanderung                                                                      | Weiteres |
| -------------------------- | --- | ----------------------------------- | ------- | ------ | ------------------------------------------------------------------------------------------------ | -------- |
| «Wasserleita» Sparruwasser | Die «Wasserleita» Sparruwasser erstreckt sich vom Jungbach Richtung Südosten nach Sparren hin und ist zwecks landwirtschaftlicher Nutzung voll bewässert. | 2275 m, rechte Seite des Jungbaches | 1860 m  | 1,8 km | Der Wanderweg entlang der «Wasserleita» ist teils unmarkiert und weist die Schwierigkeit T3 auf. |          |